# 山内賢
山内 賢（やまうち けん、1943年12月9日 - 2011年9月24日）は、日本の俳優・歌手・司会者。別芸名：久保 賢。本名：藤瀬 賢晁（ふじせ のりあき）、旧姓：山内。

## 人物・略歴
東京都出身。北区立滝野川第四小学校、田端中学校卒業。玉川学園では、浜田光夫と同級生だった。俳優の久保明は実兄。身長170cm。血液型A型。
1955年『姿なき目撃者』で久保 賢の芸名で子役として、デビューする。その後、東宝作品に出演。1962年4月1日、日活と契約し芸名を山内 賢に改める。
多くの日活映画に出演する。第一作目は『雲に向かって起つ』（石原裕次郎主演）。1960年代にブームとなる日活純愛・青春路線を支えた。和泉雅子との共演作が多く、なかでも鈴木清順が監督した『悪太郎』『悪太郎伝　悪い星の下でも』は、代表作である。また、舟木一夫とも多く共演した。
歌唱及びギターを得意としており、1962年には日活の俳優仲間であった和田浩治、杉山俊夫、杉山元、木下雅弘とともにヤング・アンド・フレッシュというバンドを結成し、レコードをリリース、また彼らをフィーチャーした映画も数本製作された。1966年には和泉雅子とのデュエット曲『二人の銀座』、『東京ナイト』が大ヒットし、同名の映画も製作された。
日本映画の衰退とともに活動をテレビに移し歌手そしてドラマや司会などで活躍する。1979年から6年にわたり放送された『あばれはっちゃくシリーズ』の先生役や1983年、1997年、1998年放送のNHK『趣味講座』（釣り、登山）などで人気を博す。
2003年夏、右肺にガンが見つかり除去手術を行った。その後も食道・左肺と転移が発見され計4度の手術を行った。
2007年11月17日、新宿の京王プラザホテルで開催された日活出身の俳優にて、構成する「俳優倶楽部」とスタッフ等で構成する「旧友会」の合同パーティーに、渡哲也・浅丘ルリ子・宍戸錠・芦川いづみ・松原智恵子・川地民夫・沢本忠雄・鈴木清順・井上梅次・齋藤武市・舛田利雄らとともに出席した。
2008年9月、和泉雅子との約40年ぶりデュエット新曲『おとなの銀座』を発売。また『二人の銀座』を含む往年のヒット作品を新たに録音したアルバムも発売する。
2009年2月、テレビ番組の企画で『あばれはっちゃくシリーズ』の共演者、吉田友紀（初代あばれはっちゃく）、栗又厚（二代目あばれはっちゃく）、早瀬優香子（初代ヒロイン）らと約30年ぶりに再会を果たした。
2011年9月24日午前4時53分、肺炎のため東京都新宿区の病院で死去。67歳だった。戒名は「常慶院高岳賢尚居士」。同年9月26日の葬儀では日活の同僚であった浜田光夫、吉永小百合、和泉雅子らが参列し、和泉が弔辞で「天国では先輩がいっぱいいるから、同窓会を作ってもらって。パーティーしましょうね。」と語りかけるなど、200名の葬儀参列者が故人を偲んだ。

## 主な出演作品

### 映画
- 姿なき目撃者（1955年）
- あすなろ物語（1955年）

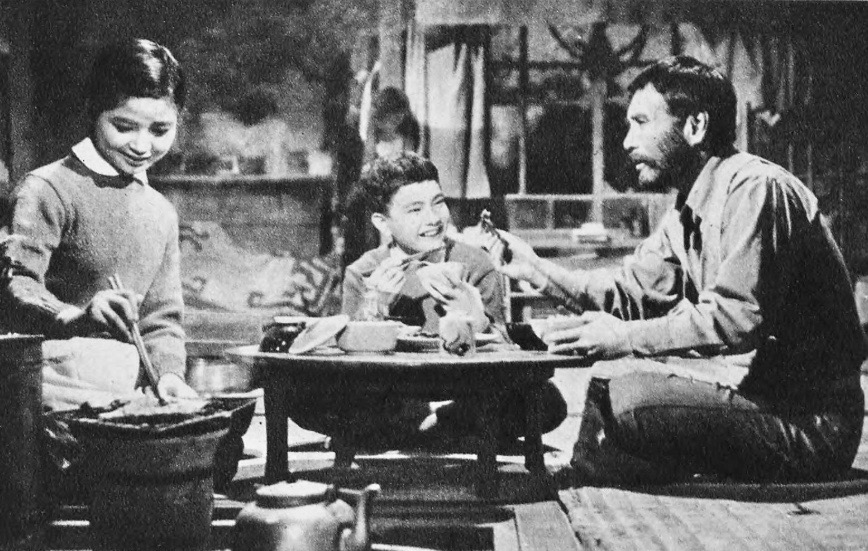
『コタンの口笛』（1959年）

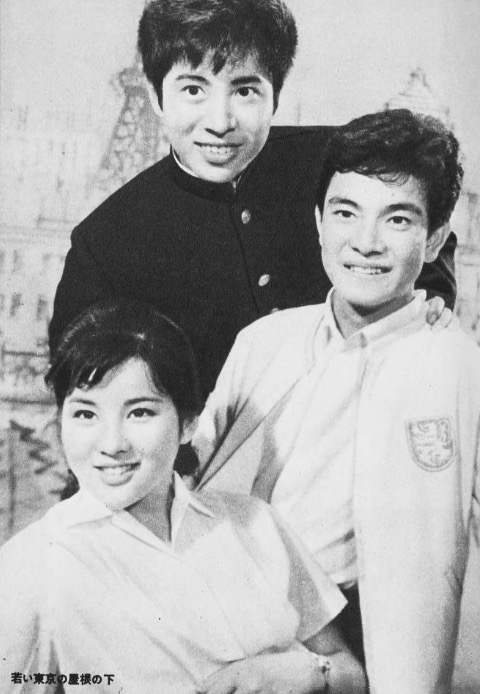
『若い東京の屋根の下』（1963年）

- 善太と三平物語 風の中の子供（1957年）
- 善太と三平物語 お化けの世界（1957年）
- 鰯雲（1958年）
- コタンの口笛（1959年）
- 上役・下役・ご同役（1959年）
- 山のかなたに（1960年）
- 喜劇 駅前団地（1961年）
- 雲に向かって起つ（1962年）
- 若くて、悪くて、凄いこいつら（1962年）
- 若者に夢あり（1962年）
- 若いふたり（1962年）
- 遥かなる国の歌（1962年）
- 星の瞳をもつ男（1962年）
- 金門島にかける橋（1962年）
- 川っ風野郎たち（1963年）
- 交換日記（1963年）
- 学園広場（1963年）
- 灼熱の椅子（1963年）
- 霧子のタンゴ（1963年）
- 泥だらけのいのち（1963年）
- 光る海（1963年）
- 若い東京の屋根の下（1963年）
- 悪太郎（1963年）
- その人は遠く（1963年）
- 空の下遠い夢（1963年）
- 悪い星下でも（1964年）
- 河内ぞろ 喧嘩軍鶏（1964年）
- うず潮（1964年）
- ああ青春の胸の血は（1964年）
- 花嫁は十五才（1964年）
- 若い港（1964年）
- 河内ぞろ どけち虫（1964年）
- 東京五輪音頭（1964年）
- こんにちは赤ちゃん（1964年）
- 若草物語（1964年）
- 愛しながらの別れ（1965年）
- 悪太郎伝 悪い星の下でも（1965年）
- 高原のお嬢さん（1965年）
- 河内ぞろ あばれ凧（1965年）
- 明日は咲こう花咲こう（1965年）
- 北国の街（1965年）
- 落葉の炎（1965年）
- 父と娘の歌（1965年）
- 花咲く乙女たち（1965年）
- 日本仁侠伝 花の渡世人（1966年）
- 友を送る歌（1966年）
- 逃亡列車（1966年）
- 私は泣かない（1966年）
- この虹の消える時にも（1966年）
- 帰ってきた狼（1966年）
- 青春ア・ゴーゴー（1966年）
- 涙くんさよなら（1966年）
- 青春の海（1967年）
- 君は恋人（1967年）
- 二人の銀座（1967年）
- 終りなき生命を（1967年）
- 北国の旅情（1967年）
- 東京ナイト（1967年）
- ザ・スパイダースのゴーゴー向う見ず作戦（1967年）
- 夕陽が泣いている（1967年）
- 花の恋人たち（1968年）
- 霧にむせぶ夜（1968年）
- 死線を越えて 賀川豊彦物語（1988年）

### テレビドラマ
- 青春（1967年、フジテレビ） - 小宮次郎役
- あいつと私 第1話、特別出演（1968年、日本テレビ / 日活）
- お嫁さん 第7シリーズ（1969年、フジテレビ / 松竹）- 今村圭一
- アテンションプリーズ（1970年、TBS / 東宝）-パイロット訓練生　堤健二役
- 恋愛術入門 第23話「花と月と音楽と」（1971年3月28日、TBS / 国際放映） - 矢崎こうへい
- ワン・ツウ・アタック!（1971年4月‐6月、12ch / 東宝）- 主人公・伴久美子（大田黒久美）の幼馴染
- レッツ・ゴー ミュンヘン!（1971年7月‐10月、12ch / 東宝）
- なんたって18歳! 第32話「花嫁代行でーす」（1972年、TBS）
- レモンの天使 第21話「恋はレモンのように」（1972年、フジテレビ / 東宝） -大学生役
- 火の国に（1976年 - 1977年、NHK総合）
- あばれはっちゃくシリーズ（1979年 - 1985年、テレビ朝日 / 国際放映）※役名こそ違うが長太郎の担任をシリーズ全部を通して演じた
- 早筆右三郎（1978年、NHK総合） - 太助 役
- ライオン奥様劇場・妻の再婚（1980年、フジテレビ / NMC） - 吉野実光役
- 旅がらす事件帖 第21話「寒い国の死刑台」（1981年、関西テレビ / 国際放映） - 宇之助役
- 水戸黄門（TBS / C.A.L）
  - 第12部 第19話「初春姫君替え玉騒動 -姫路-」（1982年1月4日） - 清次郎役
  - 第16部 第25話「黄門様を叱った娘 -鶴岡-」（1986年10月13日） - 酒井忠真役
- 木曜ゴールデンドラマ「少年刑務所－母と子の遠い道程」（1982年、読売テレビ）
- 火曜スーパーワイド「花ふぶき女スリ三姉妹2 追いかけて下呂温泉-木曽路-天竜峡」（1988年10月25日、朝日放送）
- 土曜ワイド劇場 （テレビ朝日）
  - 「森村誠一の指名手配」（1989年2月4日）- 亀井良治役
  - 「久我京介シリーズ 千曲川旅情殺人事件」（1991年12月28日）- 浜本浩三役
- 火曜サスペンス劇場「ウエディングベルが聞こえる」（1989年6月13日、日本テレビ / ジェイミック）- 三谷刑事役
- はぐれ刑事純情派 第1シリーズ 第17話「貸倉庫に眠る花嫁」（1988年、テレビ朝日 / 東映）
- はぐれ刑事純情派 第2シリーズ 第19話「レイプを告発した女！」（1989年、テレビ朝日 / 東映）
- ゴリラ・警視庁捜査第8班　第29話「明日に向かって走れ」（1989年、テレビ朝日、石原プロ）-西城圭一元刑事役
- はぐれ刑事純情派 第3シリーズ 第11話「安浦刑事に捧げるラブソング」（1990年、テレビ朝日 / 東映）
- はぐれ刑事純情派 第9シリーズ 第19話「ダンス教室の殺意!? 夢を庇う女」（1996年、テレビ朝日 / 東映）
- 社長になった若大将（1992年、TBS、映画では江原達治が演じた妹照子の夫・江口役）
- 契約結婚（2005年、東海テレビ / フジテレビ）

### 教養番組
- TVムック・謎学の旅（日本テレビ）
- ごちそうさま「さすらいの食いしん坊」初代レポーター（日本テレビ）
- 趣味講座 釣り入門（1983年4月〜1984年9月、NHK教育）
- 趣味悠々 中高年のための登山学〜日本百名山をめざす（1997年7月〜9月、13回、NHK教育）
- 趣味悠々 中高年のための登山学〜日本百名山をめざすII（1998年9月〜11月、13回、NHK教育）

### バラエティー
- レッツゴー!ヤングサウンズ（1968年10月 - 1969年3月、フジテレビ） - 司会
- 新そっくりショー（1970年10月 - 1971年9月、読売テレビ） - 司会
- クイズ女性自身（1979年4月 - 7月、日本テレビ） - 司会
- 野球クイズ一発逆転（1980年4月 - 9月、東京12チャンネル） - 司会

### 情報番組
- ヤング720（1967年10月 - 1968年9月、東京放送（TBS）（土曜のみ朝日放送(ABC)）） - 司会

### 舞台
- ザ・ファンタスティックス
- ジプシー

## レコード・CD
- 天使は胸の中にいる／若い誓い（1963年9月）
- 空の向こうに夢がある／東京もいいけど田舎もいいよ（1963年12月）
- 泥だらけのいのち[注 1]（1963年12月）
- 朝の太陽（1964年2月）
- 望郷列車（1964年3月）
- ぼくら同級生（浜田光夫とデュエット）／若者よ胸を張れ（1964年4月）
- 花嫁は十五才[注 2]／青春の花を飾ろう（1964年4月）
- 月が出たから（沢リリ子とデュエット）／君なつかし（1964年5月）
- 地平線のかなた／僕とあの娘のピンプル（1964年8月）
- 君のことなら／久留米絣の美少年（1964年9月）
- 青い花かげ／僕等にゃ東京はせますぎる（1965年3月）
- 愛の路上／つもり節（1965年5月）
- ユー・アンド・ミー／ 二人の虹（共に和泉雅子とデュエット、1966年2月）
- 青春ア・ゴーゴー／ただお前だけ!![注 3]（1966年3月）山内賢／日活ヤング・アンド・フレッシュ名義
- 地図をひろげて／二人の虹（1966年8月）
- 二人の銀座[注 4]（和泉とデュエット、1966年9月）
- 星空の二人（和泉とデュエット、1967年3月）
- 僕だけのエンジェル／きっと何処かに（1967年5月）山内賢／日活ヤング・アンド・フレッシュ名義
- 二人の朝　[注 5](和泉とデュエット、1967年5月）
- 空は夢の泉[注 6]／チビのジュリー（1967年9月）
- 東京ナイト[注 7]（和泉とデュエット、1967年9月）
- ヤング・エコー(鍵山とデュエット)
- シャロンの港／君の住む島（1968年5月）
- 初恋の人／恋しているのかな（1968年9月）
- 銀座慕情/雨上りの想い出
- 空と海の間に/美しい人
- 土曜の午後は悲しくて／君のサンバ（1970年4月）
- 明日なんかいらない (1971年)

- おとなの銀座／東京ナイト（共に和泉とデュエット、2008年9月24日）
- おとなの銀座（収録12曲中和泉とデュエットが5曲、2008年10月22日）

## 著書
- 山はいいなぁ元気になるよ―山嫌いのわたしが、なぜか百名山に惹かれた！（1998年、リヨン社、ISBN 4576980904）